# Grupo de Observadores Militares de las Naciones Unidas para Irán e Irak
El Grupo de Observadores Militares de las Naciones Unidas para Irán e Irak (también conocido como UNIIMOG por sus siglas en inglés) fue una misión internacional de mantenimiento de la paz desplegada entre 1988 y 1991 para "verificar, confirmar y supervisar la cesación del fuego y el retiro de las fuerzas" tras la guerra que mantuvieron ambos países.
El UNIIMOG fue establecido formalmente con la aprobación de la resolución 619 del Consejo de Seguridad de las Naciones Unidas del 9 de agosto de 1988. Previamente, en la resolución 598 del 20 de julio de 1987 (en la cual se exigió un alto el fuego a ambas partes), el Consejo de Seguridad ya había solicitado al Secretario General el envío de un grupo de observadores para supervisar el cese del fuego y la retirada de fuerzas.
El UNIIMOG tuvo desplegados 400 militares, los cuales estuvieron apoyados por personal civil local e internacional de las Naciones Unidas. La misión, que duró de agosto de 1988 a febrero de 1991, sólo tuvo una baja mortal. En 1991, después de la retirada total de las fuerzas iraníes e iraquíes a las fronteras reconocidas internacionalmente, la misión militar multinacional se dio por finalizada permaneciendo en Bagdad y Teherán sendas oficinas civiles para cuestiones políticas todavía no resueltas. Dichas oficinas se mantuvieron hasta 1992.